# Sigurd le Dous
Sigurd Holmen le Dous (født 27. september 1983) er en dansk skuespiller.
Han studerede fra 2005-2009 på Statens Scenekunstskole. Sigurd begyndte sin karriere allerede i 2007 med udspring i teatret. Tre år senere fik han sin filmdebut i 2010 i en kortfilm. Hans mest fremtrædende værk er bedst kendt i tv og optræder i serier som Forbrydelsen (2007) , Tidsrejsen (2014) og Badehotellet (2013).
Han har også deltaget som sanger i programmet Selvsving.

## Filmografi

### Film
| År   | Titel      | Rolle | Noter    |
| ---- | ---------- | ----- | -------- |
| 2011 | Svinehund  |       | Kortfilm |
| 2012 | 3000 meter |       | Kortfilm |

### Tv-serier
| År        | Titel            | Rolle                             | Noter        |
| --------- | ---------------- | --------------------------------- | ------------ |
| 2010-2022 | Borgen           | Stig Rasmussen                    |              |
| 2012      | Forbrydelsen III | Asbjørn Juncker-kriminalassistent |              |
| 2013-2022 | Badehotellet     | Philip Dupont                     |              |
| 2014      | Limbo 3          | Jesper Storgaard                  |              |
| 2014      | Tidsrejsen       | Agent Rød                         | Julekalender |
| 2019-2023 | DNA              | Stahl                             |              |